# 市政廳站 (巴黎地鐵)
市政厅站（法語：Hôtel de Ville）是法国巴黎地铁1号线和巴黎地铁11号线共用的一个车站，位于巴黎四區，1號線月台於1900年7月19日启用，11號線月台於1935年4月28日啟用。本站因位於巴黎市政廳旁而得名。1號線的月台上有巴黎市歷史機構的海報展覽。

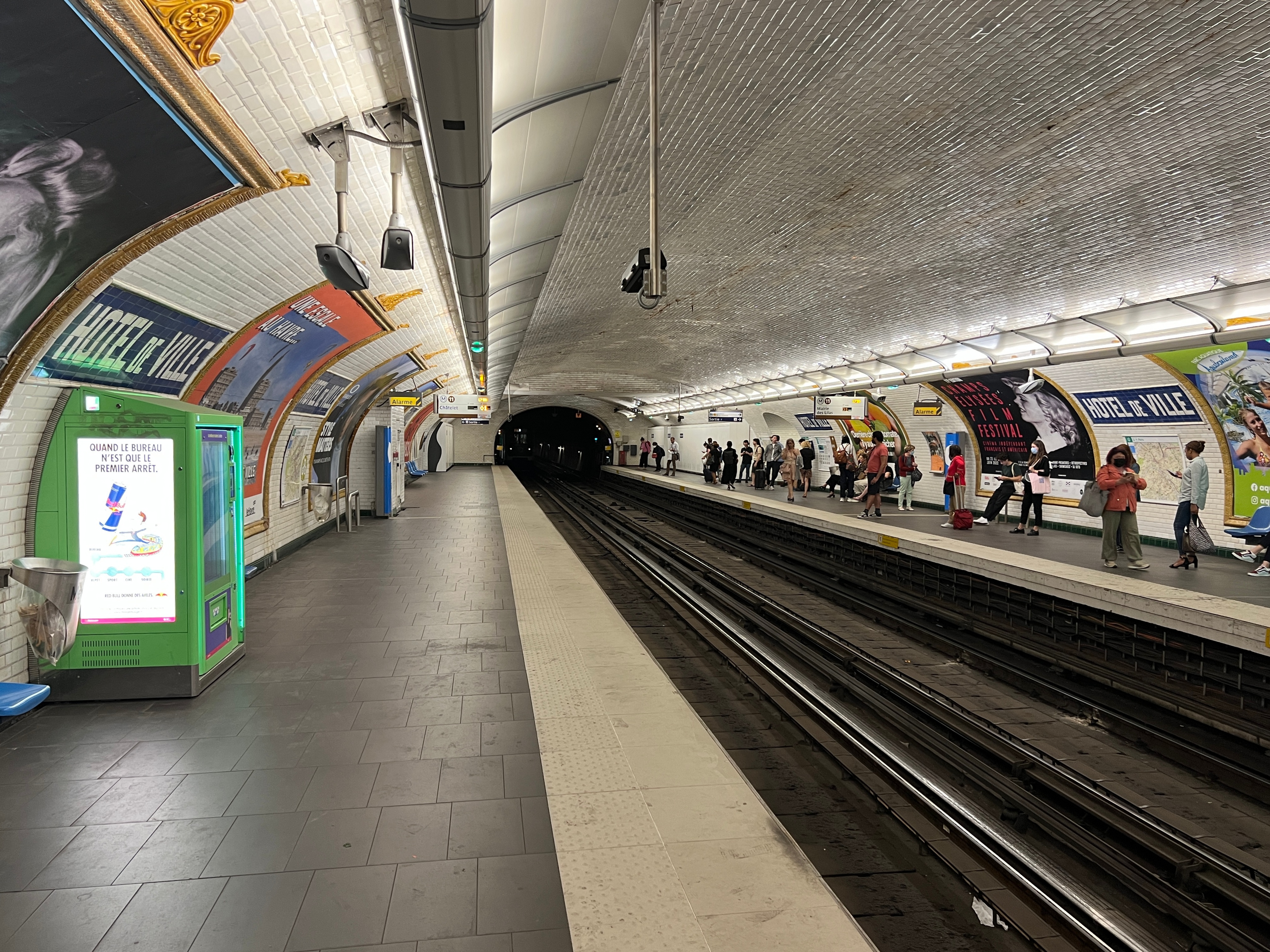
11號線月台 (2022年6月)

## 車站結構
| G  | 街道                             | 出入口                           |
| B1 | 夾層                             | 往出入口                         |
| B2 | 設有月台幕門的側式月台，右側開門 | 設有月台幕門的側式月台，右側開門 |
| B2 | 西行                             | 往拉德芳斯（夏特雷）             |
| B2 | 東行                             | 往文森城堡（聖保羅）             |
| B2 | 設有月台幕門的側式月台，右側開門 |                                  |
| B3 | 側式月台，右側開門               | 側式月台，右側開門               |
| B3 | 南行                             | 往夏特雷（總站）                 |
| B3 | 北行                             | 往丁香鎮（朗布托）               |
| B3 | 側式月台，右側開門               |                                  |